# سرژ فیلیپ راوکس یائو
سرژ فیلیپ راوکس یائو (انگلیسی: Serge-Philippe Raux-Yao؛ زادهٔ ۳۰ مهٔ ۱۹۹۹) بازیکن فوتبال اهل فرانسه است.
از باشگاه‌هایی که در آن بازی کرده‌است می‌توان به باشگاه فوتبال سرکل بروژ اشاره کرد.